# SS Waratah
El SS Waratah fue un buque de vapor de pasajeros y carga construido en 1908 por la Blue Anchor Line para operar entre Europa y Australia. En julio de 1909, en su segundo viaje, el buque, que se dirigía de Durban a Ciudad del Cabo por la costa de la actual Sudáfrica, desapareció con 211 pasajeros y tripulantes a bordo. Nunca se ha encontrado rastro de él y su destino sigue siendo desconocido.

## Desaparición
Alrededor de las 04:00 del 27 de julio, el Waratah fue avistado a popa en el lado de estribor por el vapor Clan MacIntyre de Clan Line. Como el Waratah era el barco más rápido, llegó al nivel del Clan MacIntyre alrededor de las 06:00, momento en el que ambos barcos se comunicaron mediante una lámpara de señales e intercambiaron información habitual sobre el nombre y destino de sus respectivos barcos. Waratah, navegando a unos 13 nudos, alcanzó al Clan MacIntyre en una posición al través de la desembocadura del río Bashee, en la costa sureste de la Colonia de Natal. Permaneció a la vista del Clan MacIntyre, alejándose gradualmente hasta desaparecer en el horizonte alrededor de las 09:30. Ese fue el último avistamiento confirmado del Waratah. Más tarde ese día, el tiempo se deterioró rápidamente, como es común en esa zona, con vientos cada vez mayores y mares agitados, convirtiéndose en un ciclón el 28 de julio. El capitán del Clan MacIntyre dijo que era el peor tiempo que había experimentado en sus trece años como marinero, con vientos de fuerza excepcional que provocaban tremendos oleajes.

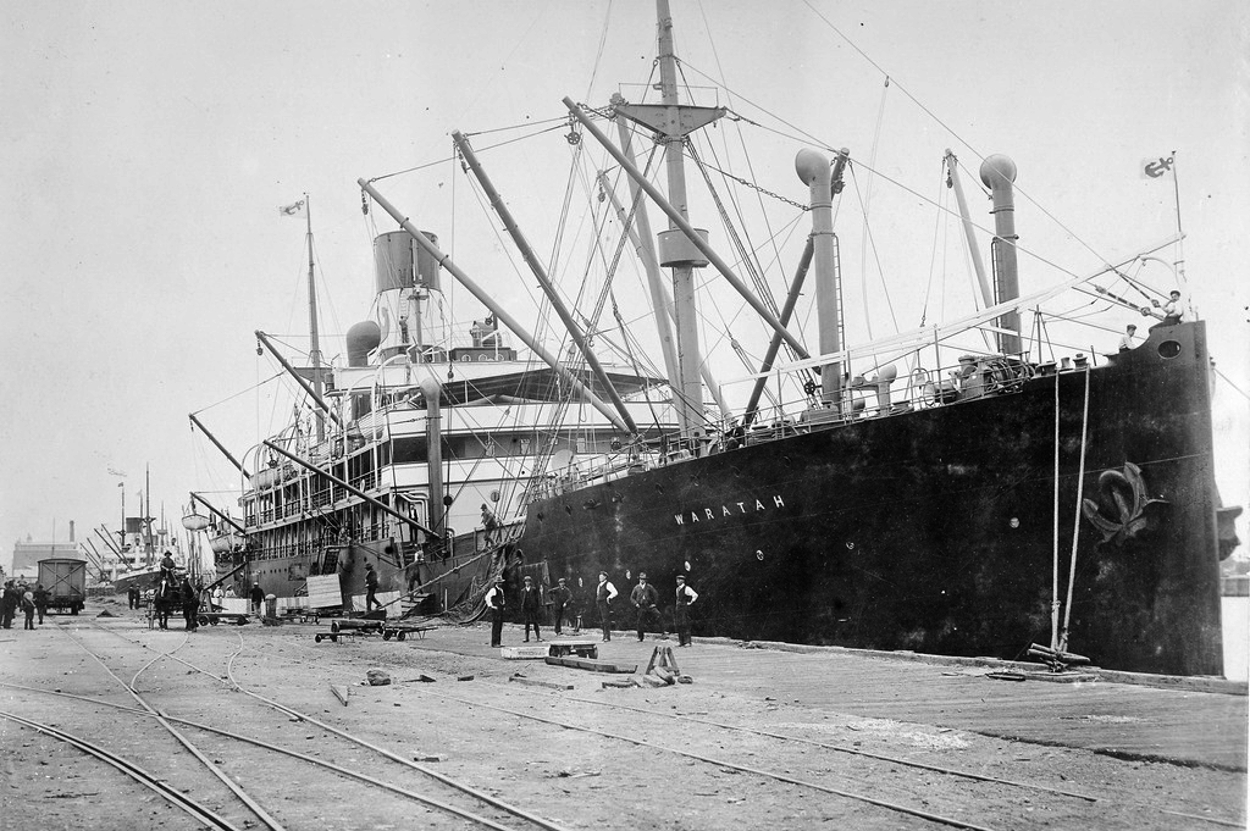
El Waratah en Port Adelaide justo antes de su último viaje.

Hubo varios avistamientos más no confirmados: Alrededor de las 17:30 del día 27, un barco llamado Harlow vio el humo de un barco de vapor en el horizonte. Había tanto humo que su capitán se preguntó si el barco estaba en llamas. Cuando cayó la noche, la tripulación del Harlow pudo ver que las luces del barco se acercaban, pero todavía a 10 a 12 millas náuticas (19 a 22 km) detrás de ellos. De repente hubo dos destellos brillantes desde la dirección del barco y las luces desaparecieron. El capitán pensó que se debían a explosiones, pero el oficial del Harlow, que también las había visto, pensó que los destellos eran incendios de maleza en la orilla, un fenómeno común en la zona en esa época del año. El capitán estuvo de acuerdo y ni siquiera anotó los hechos en el diario. Sólo cuando se enteró de la desaparición del Waratah pensó que los acontecimientos eran significativos. Según se informa, Harlow estaba a 180 millas náuticas (330 km) de Durban.
Esa misma tarde, alrededor de las 21:30, el Guelph de la compañía Union-Castle Liner, que se dirigía al norte hacia Durban desde el Cabo de Buena Esperanza, pasó junto a un barco e intercambió señales a través de una lámpara. Sin embargo, debido al mal tiempo y la mala visibilidad, Guelph sólo pudo identificar las últimas tres letras de su nombre como "TAH".
Otro posible avistamiento, que no fue revelado a la investigación de Londres, fue el de Edward Joe Conquer, un Cape Mounted Riflemen ("fusilero montado de El Cabo", una unidad militar sudafricana) que, el 28 de julio, junto con el comunicador H. Adshead, estaba destinado a realizar ejercicios militares en las orillas de la desembocadura del río Xhora. Anotó en su diario que él y Adshead habían observado, a través de un telescopio, un barco de vapor que coincidía con la descripción del Waratah y que parecía luchar lentamente contra mares agitados en dirección suroeste. Conquer observó que el barco se balanceaba pesadamente hacia estribor y luego, antes de que pudiera enderezarse, una ola siguiente pasó sobre el barco, que luego desapareció de la vista, lo que llevó a Conquer a creer que se había hundido. Conquer informó de sus avistamientos a su campamento base y a su sargento ordenado, quien aparentemente no tomó el asunto en serio. No hizo pública su historia hasta 1929.
Se esperaba que el Waratah llegara a Ciudad del Cabo el 29 de julio de 1909, pero nunca llegó a su destino. Nunca se ha encontrado ningún rastro del barco.

## Esfuerzos de búsqueda

### Búsquedas contemporáneas
Inicialmente, la no aparición del barco no causó alarma porque no era raro que los barcos llegaran a puerto con días, o en ocasiones incluso con semanas de retraso. Como el Waratah se consideraba insumergible, al principio se pensó que probablemente se había retrasado por una avería o falla mecánica y todavía estaba a la deriva. Los temores por su seguridad comenzaron a aumentar cuando los barcos que habían salido de Durban después del Waratah y habían viajado en un rumbo similar comenzaron a llegar a Ciudad del Cabo e informaron no haber visto señales de ella en el camino. El primer esfuerzo de búsqueda se inició el 1 de agosto, cuando el remolcador T.E. Fuller fue enviado a buscar cualquier señal del barco, pero se vio obligado a regresar después de encontrarse con un clima terrible. Más tarde regresó para buscar a lo largo de la costa.
La Marina Real británica envió los cruceros HMS Pandora y HMS Forte, y más tarde el HMS Hermes, a buscar al Waratah. El Hermes, cerca de la zona del último avistamiento del Waratah, encontró olas tan grandes y fuertes que dañó su casco y tuvo que ser llevado en dique seco a su regreso a puerto.
El 10 de agosto de 1909, un cable de la Colonia de Natal llegó a Australia, que decía: "Barco Blue Anchor avistado a una distancia considerable. Lentamente dirigiéndose a Durban. Podría ser el Waratah". El presidente de la Cámara de Representantes del Parlamento australiano detuvo el procedimiento para leer el cable y dijo: "El señor presidente acaba de informarme que tiene noticias, de fuentes fiables, de que se ha avistado al SS Waratah dirigiéndose lentamente hacia Durban". En Adelaida, sonaron las campanas de la ciudad. Sin embargo, el barco en cuestión no era el Waratah.
Muchos otros barcos en el área se unieron a la búsqueda, incluido el barco gemelo del Waratah, Geelong, que se desvió de su rumbo de Ciudad del Cabo a Adelaida para buscar aguas al este de la Colonia de Natal, donde se pensaba que el Waratah posiblemente estaba a la deriva. El vapor alemán Goslar también mantuvo una vigilancia especial sobre la búsqueda del Waratah durante 1262 millas de océano mientras se dirigía de Puerto Elizabeth a Melbourne.
El 13 de agosto de 1909, el vapor Insizwa informó del avistamiento de varios cadáveres frente a la desembocadura del río Bashee (Mbashe), cerca de la posición del último avistamiento confirmado del Waratah. El capitán del buque Tottenham también supuestamente vio cuerpos en el agua más de dos semanas después de la desaparición del Waratah. El remolcador Harry Escombe fue enviado a buscar cadáveres, pero no pudo encontrar ninguno. Sin embargo, encontró objetos flotantes que parecían cuerpos humanos, que resultaron ser rayas muertas.
Quedaba la esperanza de que el Waratah todavía estuviera a flote y a la deriva, lo que se vio reforzado por la experiencia del barco de vapor Waikato, que se había averiado frente al Cabo en 1899 y estuvo a la deriva hacia el este durante más de 100 días, cubriendo 2.500 millas náuticas (4.600 km), antes de ser descubierto y remolcado a Australia.El Waratah tenía suficientes provisiones a bordo para un año pero, debido a que carecía de equipo de radio, no habría podido comunicarse con ningún barco más allá del alcance visual. En septiembre de 1909, Blue Anchor Line fletó el carguero Sabine de Union Castle para buscar el Waratah. Sabine fue equipada especialmente con luces de búsqueda y otros equipos. Su búsqueda cubrió 14.000 millas náuticas (26.000 km), y zigzagueó por el camino de deriva del mencionado Waikato, sin arrojar ningún resultado. Sin avistamiento del barco durante más de cuatro meses, Waratah fue declarado oficialmente desaparecido en Lloyd's de Londres el 15 de diciembre de 1909. Sin embargo, a principios de 1910, los familiares de los pasajeros del Waratah hicieron un nuevo intento de localizar el barco. y contrató el barco Wakefield, que llevó a cabo una búsqueda durante cuatro meses, cubriendo 15.000 millas náuticas (28.000 km). Esto, nuevamente, resultó infructuoso.
Nunca se han encontrado restos ni cadáveres confirmados del Waratah, aunque hubo varios informes no confirmados. En marzo de 1910, se dijo que se encontraron restos del naufragio en Mosselbaai. Un salvavidas, supuestamente marcado con el nombre "Waratah", apareció varado en la costa de Nueva Zelanda en febrero de 1912. En 1925, el teniente DJ Roos de la Fuerza Aérea Sudafricana informó que había visto un naufragio mientras sobrevolaba la costa de Transkei. En su opinión, se trataba de los restos del naufragio del Waratah. Trozos de corcho y madera, posiblemente del Waratah, fueron arrastrados cerca de East London, Sudáfrica, en 1939.

### Búsquedas posteriores
Posteriormente se han realizado varios esfuerzos para localizar un naufragio, en particular bajo el liderazgo de Emlyn Brown. Los intentos de encontrar al Waratah tuvieron lugar en 1983, 1989, 1991, 1995 y 1997. En 1999, hubo informes periodísticos de que el Waratah había sido encontrado a 10 kilómetros de la costa oriental de Sudáfrica. Un escaneo de sonar realizado por el equipo de Emlyn Brown había localizado un pecio, cuyo contorno parecía coincidir con el de Waratah. En 2001, sin embargo, una inmersión en el lugar reveló que los restos del naufragio eran los del Nailsea Meadow, un carguero que un submarino alemán había hundido en la Segunda Guerra Mundial. En 2004, Emlyn Brown, que para entonces había pasado 22 años buscando el Waratah, declaró que abandonaba la búsqueda: "He agotado todas las opciones. Ahora no tengo idea de dónde buscar", dijo.

## Investigación
La investigación de la Cámara de Comercio inglesa sobre la desaparición se llevó a cabo en diciembre de 1910 en Caxton Hall en Londres. Rápidamente se centró en la supuesta inestabilidad del Waratah. Las pruebas se vieron enormemente obstaculizadas por la falta de supervivientes del último viaje del barco (aparte del pequeño número, incluido Claude Sawyer, que había desembarcado en Durban). La mayor parte de las pruebas procedían de los pasajeros y la tripulación del viaje inaugural del Waratah, sus constructores y quienes lo habían atendido en el puerto.
Todos los peritos estuvieron de acuerdo en que el Waratah fue diseñado y construido correctamente y navegó en buenas condiciones. Había pasado numerosas inspecciones, incluidas las de sus constructores, sus propietarios, la Junta de Comercio y dos de Lloyd's de Londres, que le otorgaron la clasificación "+100 A1", su máxima calificación, otorgada sólo a barcos que Lloyds había inspeccionado y evaluado durante todo el diseño, construcción, equipamiento y pruebas en el mar, además de las dos valoraciones e inspecciones que Lloyds había realizado del Waratah terminado.
Sin embargo, muchos testigos que habían viajado en el barco testificaron que el Waratah se sentía inestable, con frecuencia se inclinaba hacia un lado incluso en condiciones de calma, se balanceaba excesivamente y tardaba mucho en enderezarse después de inclinarse hacia un oleaje, y tenía tendencia a que su proa se sumergiera en las olas que se aproximan en lugar de pasar sobre ellas. Una pasajera en su viaje inaugural dijo que cuando estaba en el Océano Austral desarrolló una escora a estribor hasta tal punto que el agua no se acabaría de los baños, y mantuvo esta escora durante varias horas antes de rodar en posición vertical y luego sentarse en una lista similar en el otro lado. Este pasajero, el profesor físico William Henry Bragg, concluyó que el metacentro del barco estaba justo debajo de su centro de gravedad. Cuando lentamente giraba hacia un lado, alcanzaba un punto de equilibrio y permanecía inclinada hasta que un cambio en el mar o el viento la empujaba hacia arriba.
Otros pasajeros y miembros de la tripulación comentaron su falta de estabilidad, y los responsables de manipular el barco en puerto dijeron que estaba tan inestable cuando estaba vacío que no se podía mover sin lastre. Pero por cada testigo de esta opinión, se podría encontrar otro que dijera lo contrario. Tanto los antiguos pasajeros como los miembros de la tripulación (desde fogoneros hasta oficiales de cubierta) dijeron que el Waratah estaba perfectamente estable, con un balanceo cómodo y fácil. Muchos dijeron que sentían que ella estaba especialmente estable. Los constructores del barco realizaron cálculos para demostrar que incluso con una carga de carbón en su cubierta (que varios testigos afirman que llevaba cuando salió de Durban) no era muy pesado..

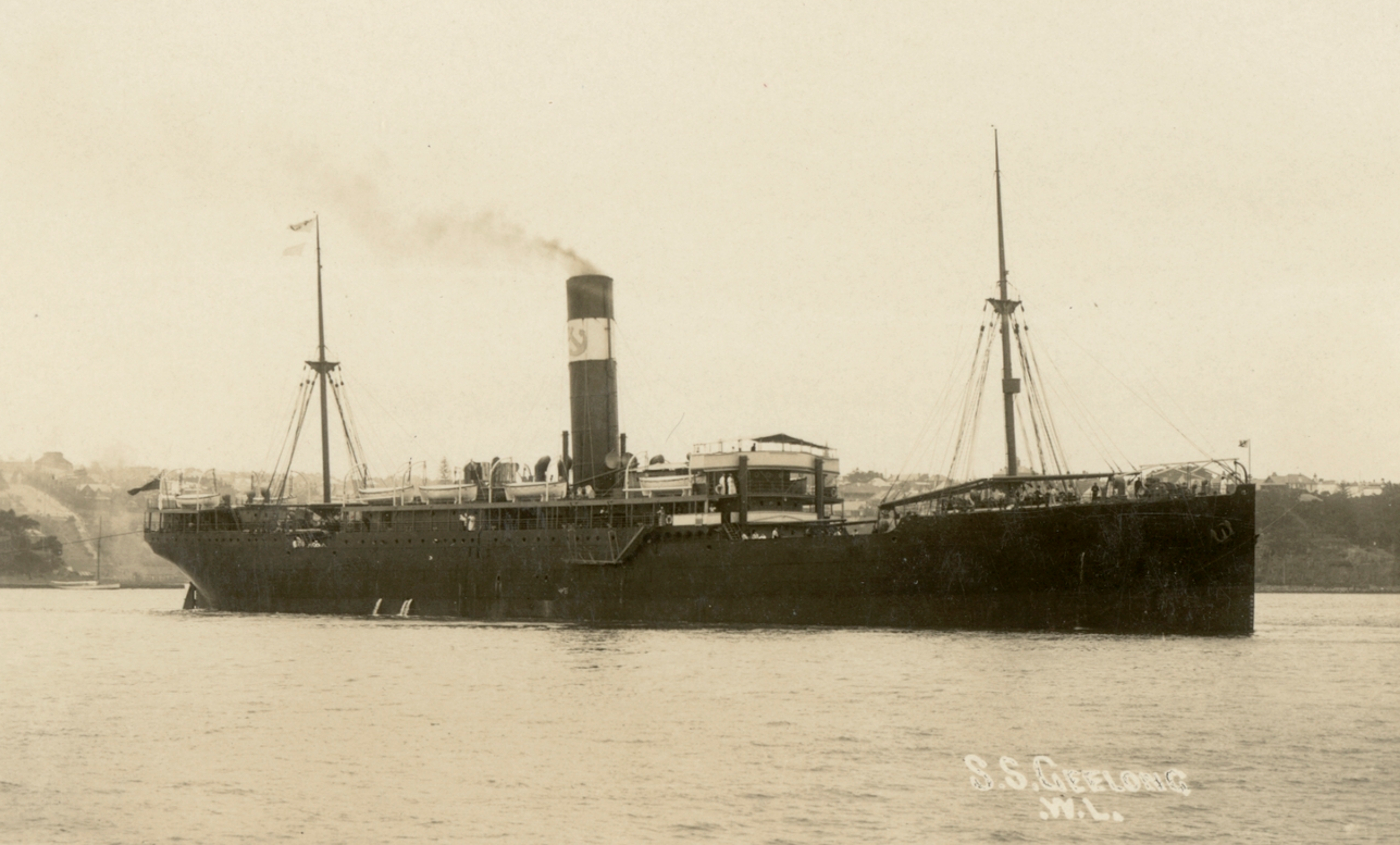
Geelong

La investigación no pudo sacar ninguna conclusión a partir de estas pruebas contradictorias y contradictorias. No culpó a Blue Anchor Line, pero sí hizo varios comentarios negativos con respecto a las prácticas de la compañía para determinar el rendimiento y la navegabilidad de sus nuevos barcos. La correspondencia entre el Capitán Ilbery y los gerentes de la línea muestra que comentó numerosos detalles sobre los accesorios, accesorios, cabinas, salas públicas, ventilación y otras áreas del barco, pero no hizo ninguna mención al nivel básico de la navegabilidad y el manejo del Waratah. Asimismo, la empresa nunca preguntó al Capitán Ilbery sobre estas áreas. Esto llevó a algunos a especular que Ilbery tenía preocupaciones sobre Waratah y su estabilidad, pero deliberadamente mantuvo esas dudas en secreto. Sin embargo, también es posible que ni él ni Blue Anchor Line sintieran necesario cubrir tales áreas, porque Waratah se basaba en gran medida en un barco anterior (y muy exitoso) de Blue Anchor, el Geelong, por lo que se suponía que el manejo de Waratah era ser el mismo.
Es cierto que muchos barcos de pasajeros de la época tenían un peso ligeramente superior. Esto produjo un balanceo largo, cómodo pero inestable, que muchos pasajeros prefirieron a un balanceo corto, estridente pero estable. Muchos transatlánticos fueron diseñados de esta manera, y después de algunos viajes, quienes los operaban aprendieron cómo cargarlos, lastrarlos y manejarlos correctamente y los barcos completaron décadas de servicio sin problemas. Pudo haber sido la desgracia del Waratah encontrarse con una tormenta inusualmente fuerte o una ola anormal en sólo su segundo viaje, antes de que pudiera ser recortado correctamente. Este diseño ligeramente pesado en la parte superior también podría explicar las opiniones fuertemente opuestas de los testigos sobre si el barco se sentía estable o no. Una persona inexperta o desinformada a bordo del barco podría concluir que el largo, lento y suave balanceo del barco le resultaba cómodo y seguro, mientras que alguien con más experiencia en navegación marítima o conocimientos de diseño de barcos habría sentido que el mismo movimiento era inestable. En lo que respecta a los testigos que afirman la inestabilidad del Waratah en el puerto cuando está descargado, esto puede haber sido cierto. Sin embargo, prácticamente todos los barcos oceánicos (que, después de todo, están diseñados para transportar un gran peso de carga) necesitan ser lastrados hasta cierto punto cuando se mueven sin carga, por lo que Waratah ciertamente no fue el único a este respecto. Los testigos habrían sido muy conscientes de esto: el hecho de que aun así se presentaran para dar fe de que consideraban al Waratah como peligrosamente inestable en estas condiciones sugiere que el barco era excepcional en algún aspecto.
El Waratah también era un barco de uso mixto. Los buques de pasajeros, con un volumen de carga pequeño en relación con su tonelaje de registro bruto, tenían necesidades de lastre bastante constantes y predecibles. Un barco como Waratah transportaría una amplia gama de cargas, incluso en el mismo viaje, lo que hace que la cuestión del lastre sea más compleja y crucial. Cuando desapareció, Waratah llevaba un cargamento de 1.000 toneladas de concentrado de plomo , que pudo haberse desplazado repentinamente, provocando que el barco volcara.
La investigación concluyó que los tres barcos que informaron sobre posibles avistamientos del Waratah en la tarde del 26 de julio no podrían haberlo visto dada la distancia entre ellos y el momento de los avistamientos, a menos que Waratah hubiera llegado al río Mbashe e intercambiado señales con el buque Clan MacIntyre, pero luego se dio la vuelta y se dirigió de regreso a Durban, para ser avistado por el Harlow.

## Teorías

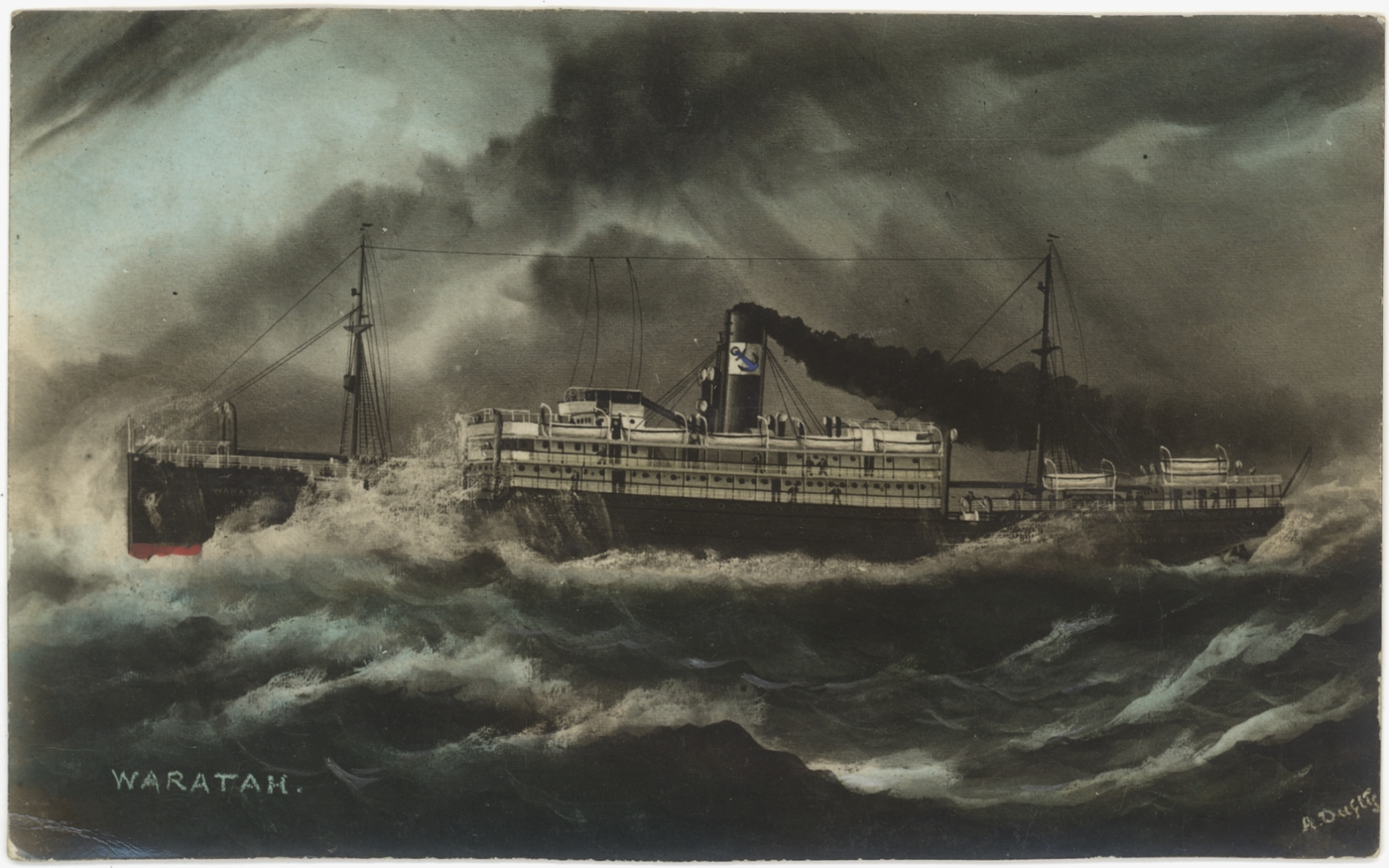
Impresión artística del Waratah en el mar.

Las teorías que se han propuesto para explicar la desaparición incluyen:

### Ola extraña
Una teoría propuesta para explicar la desaparición del Waratah es un encuentro con una ola anormal, también conocida como ola rebelde, en el océano frente a la costa de Sudáfrica. Se sabe que este tipo de olas son comunes en esa zona del océano. Lo más probable es que el Waratah, con lo que parece ser una estabilidad marginal y ya atravesando una fuerte tormenta, fuera golpeado por una ola gigante. Esto hizo que el barco volcara por completo o se quemara las escotillas de carga, llenando las bodegas con agua y hundiendo el barco casi instantáneamente. Si el barco zozobrara o volcara por completo, los restos flotantes quedarían atrapados debajo de los restos del naufragio, lo que explica la falta de cadáveres o restos en la zona. Esta teoría recibió credibilidad gracias a un artículo del profesor Mallory de la Universidad de Ciudad del Cabo (1973), que sugería que se produjeron olas de hasta 20 metros (66 pies) de altura entre Richards Bay y Cabo de las Agujas. Esta teoría también se sostiene si se supone que el Waratah era estable y estaba en condiciones de navegar: varios barcos alrededor del Cabo de Buena Esperanza han resultado gravemente dañados y casi hundidos por olas anormales que inundaron sus bodegas. En todo el mundo, barcos como el Melanie Schulte (un barco alemán perdido en el Océano Atlántico) y el MV Derbyshire (un granelero británico hundido en el Océano Pacífico) se han roto repentinamente y se han hundido en cuestión de minutos en condiciones climáticas extremas.
Algunos también han sugerido que en lugar de hundirse, el barco quedó incapacitado por una extraña ola y, habiendo perdido el timón y sin ningún medio de contactar con tierra, fue arrastrado hacia el sur, hacia la Antártida, para perderse en mar abierto o hundirse en la propia Antártida. Ninguna evidencia, excepto la ausencia de los restos del naufragio, respalda esta teoría.

### Cambio de carga
El Waratah llevaba en sus bodegas de carga alrededor de 1.000 toneladas de plomo y 300 toneladas de concentrado de mineral de plomo, que en determinadas circunstancias se licua debido al movimiento del barco. Esto puede afectar a la estabilidad del barco debido al efecto de superficie libre, pudiendo provocar que vuelque. Hoy en día, el concentrado de mineral se trata como carga peligrosa, requiriéndose medidas especiales para su transporte en barcos; sin embargo, en 1909 había poca conciencia sobre los peligros de portar este material.

### Bañera de hidromasaje
Tanto en el momento de la desaparición como desde entonces, varias personas han sugerido que Waratah quedó atrapado en un remolino creado por una combinación de vientos, corrientes y una profunda fosa oceánica, varias de las cuales se sabe que están frente a la costa sureste de África. Esto explicaría la falta de restos, pero no hay evidencia firme de que se pueda crear un remolino de fuerza suficiente para succionar casi instantáneamente un transatlántico de 450 pies de largo (140 m) como se sugiere.

### Explosión
Dada la evidencia de los oficiales del Harlow (ver arriba), se ha especulado que el Waratah fue destruido por una explosión repentina en uno de sus depósitos de carbón. Sin duda, el polvo de carbón puede autocombustarse y, en las proporciones adecuadas de aire, resultar explosivo. Sin embargo, ninguna explosión de un búnker provocaría que un barco del tamaño del Waratah se hundiera instantáneamente, sin que nadie pudiera botar un bote salvavidas o una balsa, y sin dejar restos.

## Consecuencias
La desaparición del Waratah, la investigación y las críticas a Blue Anchor Line generaron mucha publicidad negativa. Las ventas de billetes de la línea cayeron drásticamente y, junto con las enormes pérdidas financieras sufridas en la construcción del Waratah que, como muchos barcos de la época, no estaba suficientemente asegurado, obligó a la compañía a vender sus otros barcos a su principal competidor, P&O, y declarar liquidación voluntaria en 1910.
En 1913, un periódico de Brisbane, The Daily Mail, sospechaba que su competidor, The Daily Standard, estaba copiando sus noticias. Entonces The Daily Mail publicó un artículo engañoso afirmando que el Waratah había sido descubierto en la Antártida. El Daily Standard también publicó la historia y añadió una declaración del capitán del puerto.

## Memoriales
Una placa en la iglesia parroquial de Buckland Filleigh , Devon, Inglaterra, conmemora al coronel Percival John Browne. Regresaba a Inglaterra en Waratah , desde su granja de ovejas en Mount Gambier , Australia del Sur . La casa de su familia era Buckland House.
Sus compañeros de estudios del Trinity College (Universidad de Melbourne) erigieron en la capilla una placa en memoria de Howard Cecil Fulford, el cirujano del barco.
En la iglesia parroquial de St Wilfrid, Bognor Regis , Inglaterra, hay una placa: "Las puertas de la iglesia fueron dadas en memoria de Harris Archibald Gibbs, quien se ahogó en el mar en el SS Waratah".
En la iglesia principal de Aberystwyth, Gales, hay una placa "en feliz memoria de John Purton Morgan, tercer oficial del SS Waratah perdido en el mar en 1909".
Un monumento en el Cementerio Superior, Exeter, Devon, conmemora a Thomas Newman "ahogado en el SS Waratah el 27 de julio de 1909".
Una placa centenaria fue descubierta en el Museo Marítimo de Queenscliffe, Victoria, Australia, el 27 de julio de 2009.

## Impacto cultural
La historia del Waratah, con la pérdida de 211 personas, se ha comparado a menudo con la del RMS Titanic que se hundió tres años después, con la pérdida de más de 1.500 personas. En consecuencia, se ha hecho referencia al Waratah como el "Titanic de los mares del sur", el "Titanic del sur" o, alternativamente, el "Titanic de Australia".

## Bibliography
- Harris, John (1989), Without Trace: The Last Voyages of Eight Ships, Mandarin, ISBN 0-7493-0043-4.
- Smith, P.J. (2009), The Lost Ship SS Waratah: Searching for the Titanic of the South, The History Press, ISBN 978-0-7524-5157-2.
- "The Loss of the Waratah", The Times, 23 de febrero de 1911 p. 24
- Esther Addley, "Sea yields our Titanic's Resting Place", The Weekend Australian, 17 de julio de 1999
- Sue Blane, "The Week in Quotes", Financial Times, 6 de mayo de 2004
- Alan Laing, "Shipwreck expert abandons hunt for Clyde liner", The Herald, 4 de mayo de 2004
- Tom Martin, "Almost a century after she vanished, scientists could now be on the verge of solving riddle of SS Waratah's last voyage", Sunday Express, 25 April 2004
- Geoffrey Jenkins' Scend of the Sea (Collins, 1971) is a novel based on the loss of Waratah.
- Clive Cussler's and Graham Brown's Ghost Ship (2014) is another novel featuring Waratah.